# Валя-Крішулуй (Біхор)
Валя-Крішулуй (рум. Valea Crișului) — село у повіті Біхор в Румунії. Входить до складу комуни Братка.
Село розташоване на відстані 387 км на північний захід від Бухареста, 56 км на схід від Ораді, 75 км на захід від Клуж-Напоки.

## Населення
За даними перепису населення 2002 року у селі проживали 530 осіб. Рідною мовою 529 осіб (99,8%) назвали румунську.
Національний склад населення села:
| Національність | Кількість осіб | Відсоток |
| -------------- | -------------- | -------- |
| румуни         | 514            | 97,0%    |
| цигани         | 16             | 3,0%     |